# Yttre Bodane
Yttre Bodane är ett naturreservat i Åmåls kommun i Dalsland som ligger vid Vänerns nordvästra kust mellan Ånimskog och Köpmannebro. Naturreservatet består av skogs- och skärgårdslandskap som innehåller en mängd bergryggar och knallar omväxlande med myrar och kärr i dalstråk och sänkor. I söder har berggrunden splittrats upp och bildar en skärgård. Berggrunden består till största del av grov rödaktig kroppefjällsgnejs som oftast är tydligt skiffrig. Inom reservatet finns elva gravrösen från bronsåldern. Flera av rösena ligger i vackert höjdläge och passeras av vandringslederna.
Naturen domineras av knotig tallskog samt blåbärsris, ljung, kråkbär, skvattram, lingon, skogsfräken, kruståtel och linnéa. Fågellivet är rikt, med bland annat storlom, småskrake, fiskgjuse, skäggdopping, vattenrall, enkelbeckasin, orre, tjäder, nattskärra, tofsmes och spillkråka. Det finns även en rik lavflora med inte mindre än 113 olika arter av lavar. 
Reservatet är kuperat men lätt att vandra i tack vare ett rikt nät av leder och broar mellan öarna. Området ingår i EU:s ekologiska nätverk av skyddade områden; Natura 2000 och förvaltas av Västkuststiftelsen. 

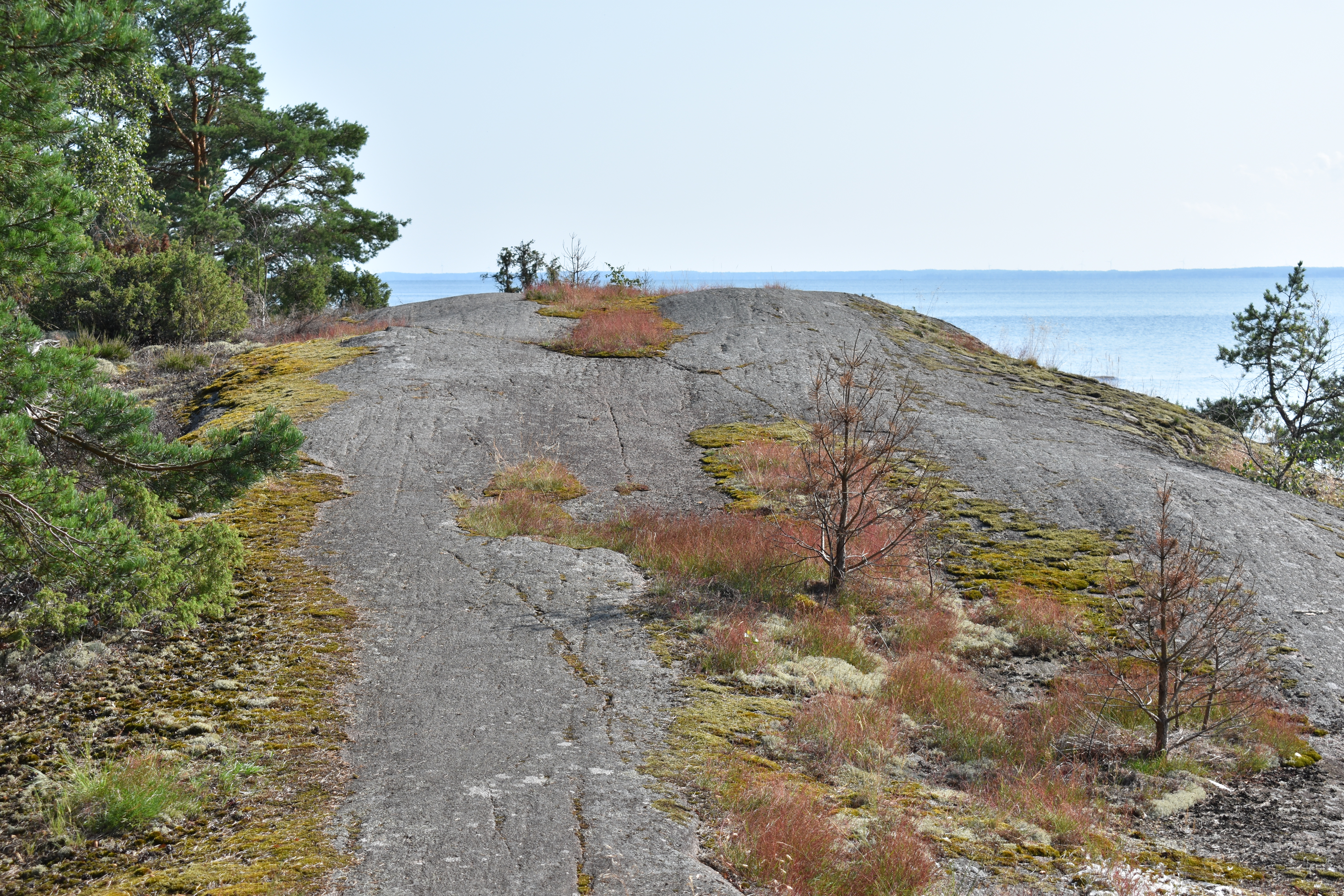
Berghäll
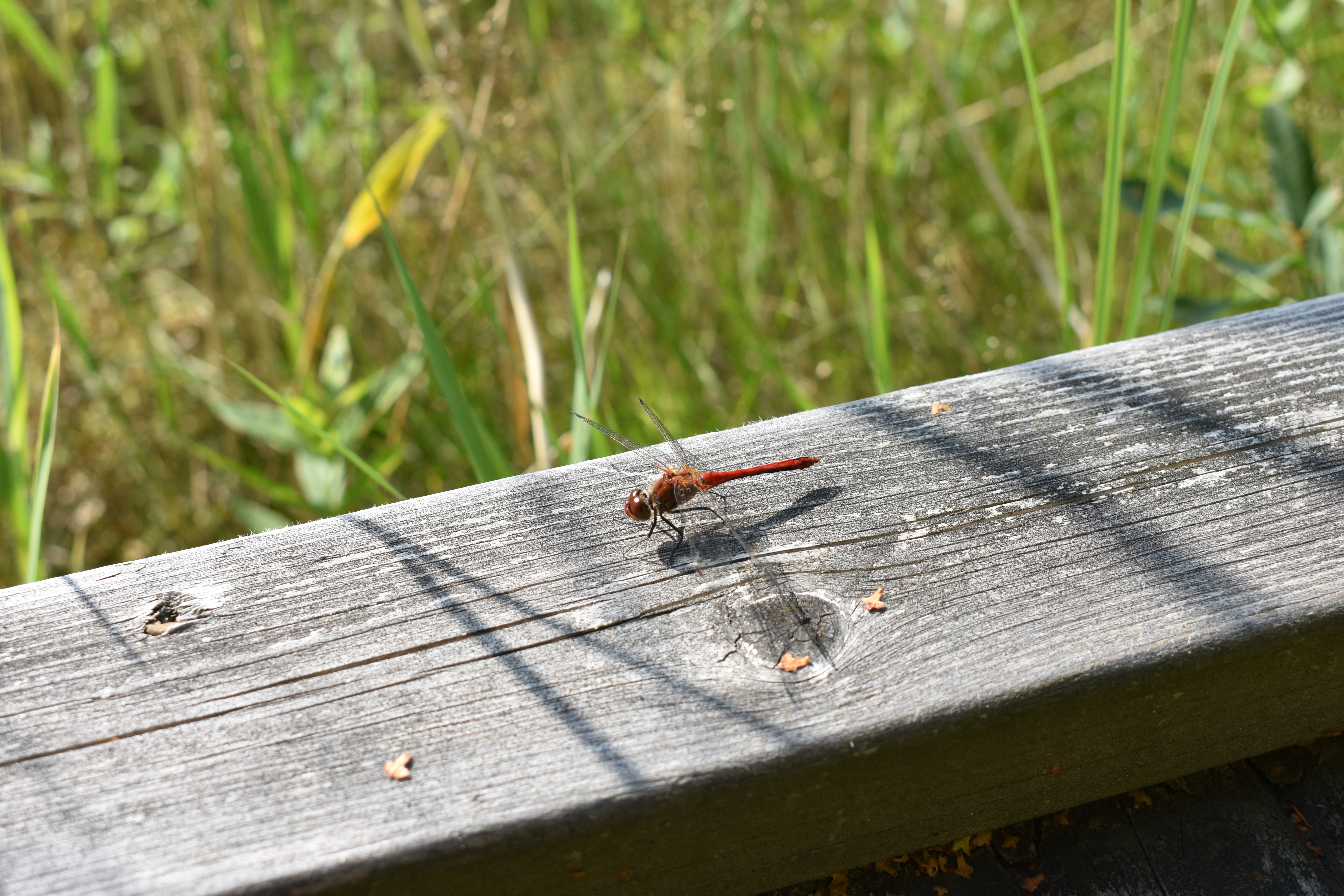
Slända
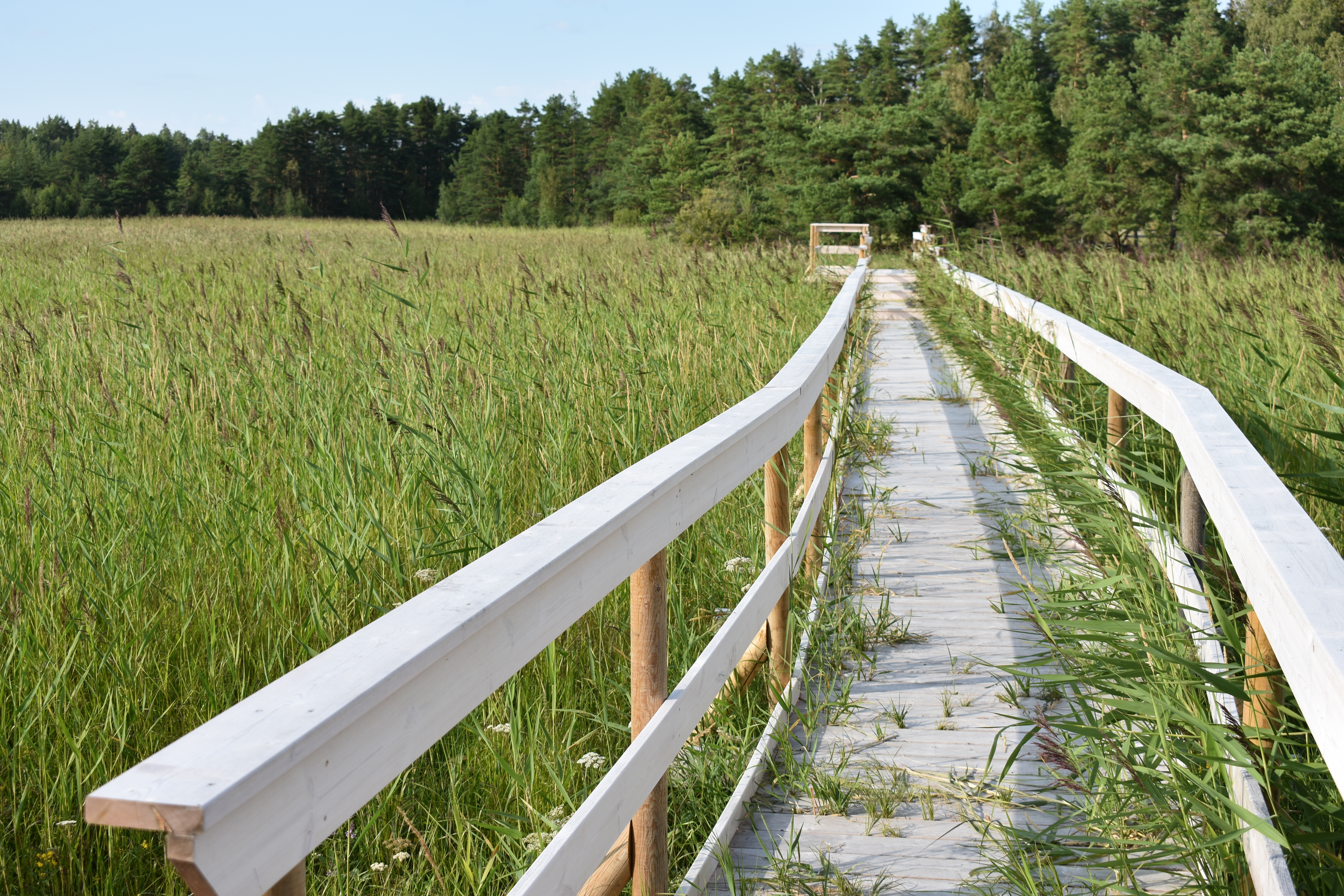
Spång